# 4055 Magellan
4055 Magellan è un asteroide near-Earth del diametro medio di circa 3,4 km. Scoperto nel 1985, presenta un'orbita caratterizzata da un semiasse maggiore pari a 1,8201488 UA e da un'eccentricità di 0,3262512, inclinata di 23,24307° rispetto all'eclittica.
L'asteroide è intitolato all'esploratore portoghese Ferdinando Magellano.